# Caitlin Starling
Caitlin Starling er en forfatter som skriver gyserromaner. Hun debuterede i 2019 med sci-fic/gyserromanen The Luminous Dead som var anmelderrost og modtog en LOHF pris for bedste debut samt en nomination til Bram Stoker prisen for bedste debut og en nomination til Locus Prisen for bedste debut. Romanen er inspireret af sci-fi bogen Dune (1965) samt bøgerne Annihilation (2014) og House Of Leaves (2000). Portal og Portal 2 computerspillene har også haft indflydelse.
Hun er uddannet i antropologi.
Hendes skrivestil har indflydelse fra fanfiktion og da hun var 8 år skrev hun en Sailor Moon fanfiktion på 10 sider, som var der første værk hun skrev.
Hun har nævnt Aliya Whiteley, Paul Trembley, Stephen Graham Jones og Cassandra Khaw, som nogle af hendes yndlignsforfattere.

## Eksterne links
https://www.caitlinstarling.com/
https://twitter.com/see_starling
https://www.instagram.com/authorcstarling/
https://www.facebook.com/caitlinstarlingauthor
https://www.goodreads.com/author/show/17122287.Caitlin_Starling